# David (Miguel Ángel)
El David es una escultura de mármol blanco de 5,17 metros de altura y 5572 kilogramos de peso, realizada por Miguel Ángel Buonarroti entre 1501 y 1504 por encargo de la Opera del Duomo de la catedral de Santa María del Fiore de Florencia. La escultura representa al rey David bíblico en el momento previo a enfrentarse con Goliat, y fue acogida como un símbolo de la República de Florencia frente a la hegemonía de sus derrocados dirigentes, los Médici, y la amenaza de los estados adyacentes, especialmente los Estados Pontificios.
El David es una de las obras maestras del Renacimiento según la mayoría de los historiadores, y una de las esculturas más famosas del mundo. Actualmente se encuentra expuesta en la Galería de la Academia de Florencia, aunque hasta 1873 estuvo ubicada en la plaza de la Señoría de la capital toscana; desde entonces en su lugar se erige una copia realizada también en mármol blanco.

## Contexto histórico
En 1434, Cosme de Médici asumió el poder total de Florencia, transformándose en Signore de la ciudad toscana. Desde entonces hasta 1494 habría cuatro Signori sucesivos en Florencia. Ese año estalló en Florencia una revuelta contra los Médici, cuando el Signore Piero de Médici se rindió de forma incondicional ante el avance de Carlos VIII de Francia hacia el Reino de Nápoles. El religioso Girolamo Savonarola aprovechó el descontento de la población florentina para derrocar a los Médici. La turba enfurecida saqueó el palacio del monarca y se proclamó la República de Florencia bajo la batuta teocrática propugnada por Savonarola.

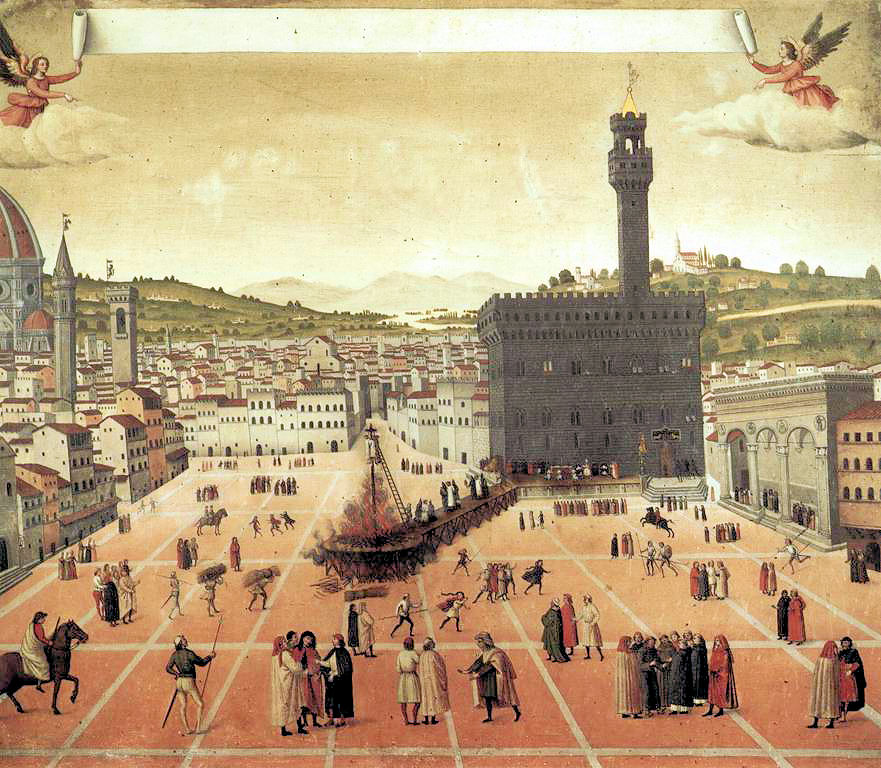
Ejecución de Girolamo Savonarola en 1498.

La República de Florencia sería gobernada por un confaloniero de justicia y ocho priores, que constituirían la nueva Signoria republicana. De la mano de Savonarola, se llevaría a cabo una feroz persecución de todo aquello que pudiera ser considerado «vanidoso», creándose una hoguera de las vanidades en la Piazza della Signoria en la que se quemó todo objeto considerado pecaminoso, incluyendo obras de Miguel Ángel o Botticelli, que fueron lanzadas a la hoguera por sus propios creadores. También fueron condenadas a la hoguera decenas de personas por «herejes» o «pecadoras».
Las disputas entre Savonarola y la familia Borgia, especialmente con el papa Alejandro VI, acabarían por costarle la vida al religioso florentino. El 13 de mayo de 1497 Alejandro VI excomulgó a Savonarola; los seguidores del papa entraron en Florencia y lo encarcelaron junto con varios de sus seguidores. Las acusaciones más fuertes que enfrentó fueron su inobediencia, y desprecio al precepto, y censuras pontificias con que se le había mandado abstenerse de la predicación; otra, haber solicitado, ardientemente, que el rey de Francia Carlos VIII entrase con su ejército en Italia a subyugar sus provincias con el pretexto de reformar la Corte de Roma, y costumbres de los Eclesiásticos. El 8 de mayo de 1498 Savonarola firma su confesión, y el 23 del mismo mes fue ejecutado en la hoguera junto con otros dos seguidores en la Piazza della Signoria, centro del poder florentino.
Ninguna persona ostentó el poder dejado por Savonarola hasta 1502, cuando Piero Soderini se convirtió en confaloniero de justicia vitalicio, en un intento de lograr acabar con la inestabilidad de la República florentina. Soderini se convirtió en la máxima autoridad de Florencia, con un poder comparable al de los Signori de Médicis. Mientras duró la república, existieron fuertes tensiones entre los sectores partidarios de una vuelta de los Médici a la ciudad, y aquellos que se oponían a un retorno a la Signoria original.

## Historia delDavid

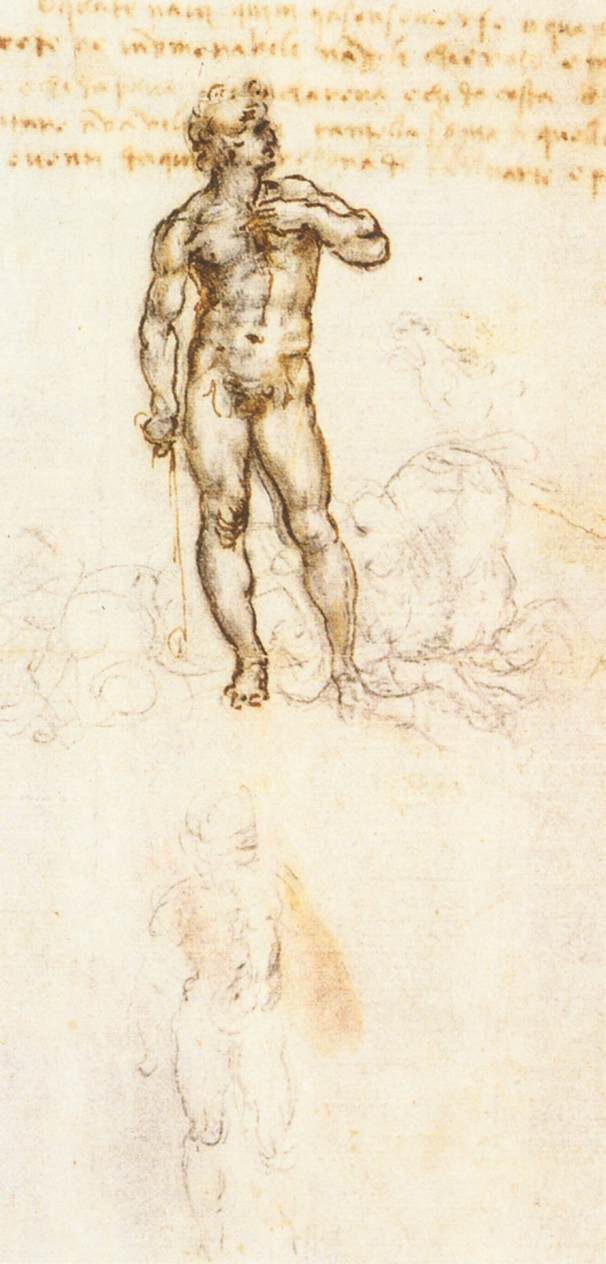
Leonardo da Vinci, el estudio de David de Miguel Ángel (detalle), en el Royal Library del castillo de Windsor.

En 1501, los responsables de la Opera del Duomo (institución laica encargada de la conservación y el mantenimiento de los bienes pertenecientes a lugares sagrados, como las iglesias), oficina de trabajos de la catedral de Florencia, y varios miembros del influyente gremio de Mercaderes de la lana, plantearon la construcción de doce grandes esculturas de personajes del Antiguo Testamento que se colocarían sobre los contrafuertes externos al ábside de Santa María del Fiore. Antes del David, solo dos de estas esculturas habían sido esculpidas, una de ellas por Donatello y la otra por su discípulo Agostino di Duccio. Este último recibió en 1464 otro encargo, esta vez para realizar una escultura de David.
El bloque de mármol a partir del cual se creó el David había sido extraído de la cantera de Fantiscritti, en Carrara, y había sido transportado a Florencia por el mar Mediterráneo y remontando el río Arno hasta la ciudad. El bloque, de 18 pies de altura y denominado «el gigante», había sido dañado por un artista llamado Simone da Fiesole, que lo había estropeado tratando de esculpir en él. El bloque fue apartado por los encargados de Santa María del Fiore y abandonado durante años. Tanto Agostino di Duccio como Antonio Rossellino esculpieron el bloque sin éxito, abandonándolo con varias fracturas y partes a medio trabajar. Las autoridades de la Opera del Duomo comenzaron la búsqueda de un escultor que lograra terminar el trabajo. Varios artistas fueron consultados sobre las posibilidades de esculpir el David, entre ellos Miguel Ángel.
Tras la expulsión de los Médici de Florencia en 1494, Miguel Ángel se había visto obligado a volver a la casa de su padre, viajando a Venecia, Bolonia y Roma. En Roma, el papa Julio II le había encargado la Pietà del Vaticano. Miguel Ángel no había realizado todavía ninguna obra importante en su ciudad natal, por lo que tomó una postura agresiva para que le encargasen a él la escultura del David, lo que generó tensiones con el resto de los escultores florentinos. El 16 de agosto de 1501, la Opera del Duomo de Florencia encargó oficialmente la escultura del David a Miguel Ángel, veinticinco años después de que Rossellino abandonase el trabajo sobre el bloque de mármol. El artista comenzó a trabajar en la escultura el 13 de septiembre, un mes después de recibir el encargo, y trabajaría en ella durante dos años.

### Ubicación
Tras ver la obra ya terminada, el confaloniero de justicia Piero Soderini decidió finalmente ubicarla en la Piazza della Signoria, atribuyéndole a la obra un valor más civil que el religioso original. Miguel Ángel se impuso a una comisión de artistas célebres florentinos, entre los que se encontraban Andrea della Robbia, Piero di Cosimo, Pietro Perugino, Leonardo da Vinci, Sandro Botticelli y Cosimo Rosselli, que pretendían colocar la estatua en la Loggia dei Lanzi. Miguel Ángel impuso su criterio de colocarla frente al Palazzo Vecchio, aunque esta decisión dejó al David desprotegido frente a las inclemencias del tiempo. La escultura fue trasladada desde la Opera del Duomo a la Piazza della Signoria la noche del 18 de mayo de 1504, y fue alzada y colocada en su emplazamiento definitivo el 8 de junio del mismo año. Finalmente, el David fue descubierto a la ciudad de Florencia el 8 de septiembre de 1504.

## Técnica
El trabajo de preparación de la escultura definitiva incluyó bocetos, dibujos y modelos a pequeña escala de cera o terracota. Miguel Ángel pasó directamente de estos estudios preliminares al trabajo sobre el mármol, sin hacer un modelo de yeso a escala real, como hacían otros artistas de la época como Giambologna. El David fue esculpido mediante cincel desde distintos puntos de vista, puesto que Miguel Ángel lo diseñó para que fuese admirado desde cualquier punto de su perímetro, de forma diametralmente opuesta a la manera medieval que diseñaba las esculturas para ser vistas exclusivamente desde el frente.

## Análisis de la obra
El David contrasta con las representaciones previas de Donatello y Verrocchio en las que David aparece con el cuerpo de Goliat asesinado. En la versión de Miguel Ángel, Goliat no aparece, por lo que se interpreta que aún no ha sido vencido. El cuerpo de David es el de un hombre musculoso, no el del muchacho de las obras de Donatello y Verrocchio. En lugar de aparecer victorioso como en las dos versiones antes mencionadas, David aparece en tensión y preparado para el combate. Su cuerpo se encuentra girado con un ligero contrapposto: la pierna izquierda se adelanta a la derecha, el brazo izquierdo se eleva y se curva hasta que la mano casi toca el hombro, mientras que el brazo derecho se deja caer hasta que la mano toca el muslo, el torso se curva sutilmente, la cabeza mira hacia su izquierda, manteniendo los ojos fijos en su objetivo, con las pupilas en forma de corazón y con el ceño fruncido. El rostro evidencia esta tensión contenida, gran concentración y las aletas de la nariz bastante abiertas. El movimiento es contenido, centrípeto con líneas de fuerza que vuelven al bloque. La mirada ha sido interpretada en el sentido de que la escultura muestra el momento en el que David ha tomado la decisión de atacar, pero aún no ha comenzado el combate. Otros expertos, como Giuseppe Andreani (director de la Academia de Bellas Artes de Florencia), opinan, sin embargo, que la escena muestra el momento inmediatamente posterior al final de la batalla, y que David contempla tranquilamente su victoria.

## Estilo y detalle
Miguel Ángel creía que en cada bloque de mármol en el que trabajaba existía un alma, una obra latente que él trataba de recuperar. En el caso del David, las múltiples fracturas y fallas que tenía el bloque fueron encaminando a Miguel Ángel hacia la forma final de la escultura. El gran hueco que tenía el bloque en su flanco izquierdo origina que la escultura se apoye completamente en el pie derecho, generando un contrapposto en la figura y haciendo que la parte izquierda de la figura se balancee hacia la parte derecha del cuerpo. La cabeza de David se gira hacia su izquierda, mientras que sus hombros se escoran hacia la derecha, en sentido opuesto a sus caderas. En el Alto Renacimiento, el contrapposto era considerado un símbolo de la escultura antigua, muy apreciada en la época. El David llegó a convertirse en el paradigma de la escultura renacentista gracias a su uso inteligente del contrapposto.

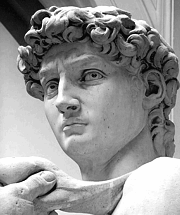
La mirada de David está dirigida hacia Roma.

Las proporciones del David no corresponden exactamente con las de la figura humana: su cabeza, manos y torso son más grandes de lo estipulado según las proporciones clásicas. Algunos críticos han visto en esta aparente desproporción una muestra de manierismo por remarcar los elementos fundamentales de la composición, aunque otra explicación se debería a la ubicación original de la estatua: sobre uno de los contrafuertes de la catedral de Florencia, por lo que las proporciones de la escultura deberían aparecer de forma correcta a cierta distancia.
Existe una incoherencia: el David no está circuncidado a pesar de ser judío, lo que contradiría la ley judaica. Esta incoherencia ha sido justificada por algunos críticos e historiadores por la visión que tenía el arte renacentista del ser humano, menos ligado a la religión y más a los valores de la belleza.Otros autores la relacionan con el tabú general de la circuncisión en el arte cristiano, que evita por ejemplo representar al Niño Jesús con el pene circuncidado.

## Daños sufridos por la obra y trabajos de restauración
El David ha sufrido numerosos percances a lo largo de su historia, tanto en su emplazamiento original en la Piazza della Signoria como en el interior de la Galería de la Academia, a partir de 1873.
En 1504, mientras se producía el traslado a la Piazza della Signoria, fue apedreado por jóvenes partidarios de los Médici. En 1512, un rayo cayó sobre la base de la escultura. En 1527, durante una revuelta popular contra los Médici, le fue amputado el brazo izquierdo, tras caerle un banco lanzado desde una ventana. El brazo fue repuesto dieciséis años después. En 1843, se llevó a cabo una limpieza con ácido clorhídrico en la superficie completa de la escultura, eliminándose la pátina protectora que Miguel Ángel había aplicado al David y dejando el mármol expuesto a las inclemencias meteorológicas. Finalmente, en 1873, el David fue trasladado de su lugar en la Piazza della Signoria a la Galería de la Academia, para evitar que sufriera daños. En 1910, se colocó una réplica de la escultura a escala 1:1 en el lugar que ocupaba previamente en la Piazza della Signoria, que se mantiene en la actualidad.
En 1991, un hombre destruyó un dedo del pie izquierdo del David tras golpearlo con un martillo. El dedo fue reconstruido posteriormente, y para evitar futuros daños a la escultura, se colocó una estructura acristalada blindada que rodea por todos sus flancos la base del David. Las investigaciones hechas a partir de los fragmentos de mármol recuperadas tras el ataque de Cannata permitieron conocer que el tipo de mármol con el que estaba construido el David contenía hoyos microscópicos que producían una degradación mayor que la de otros tipos de mármol.
En 2003 comenzó la primera restauración del David desde 1843, en medio de una fuerte polémica sobre el método a utilizar y la profundidad de la restauración. La responsable de las labores de restauración, Agnese Parronchi, se vio obligada a dimitir por sus discrepancias con el superintendente de Bienes Artísticos de la región de Toscana, Antonio Paolucci. Parronchi era partidaria de llevar a cabo una intervención seca y no invasiva, mediante pinceles, bastoncillos y gomas de borrar. Paolucci y la directora de la Galería de la Academia, Franca Falleti, eran partidarios de una intervención húmeda, mediante compresas de agua destilada aplicadas sobre el mármol durante quince o veinte minutos. James Beck, director de ArtWatch International, inició una campaña solicitando la cancelación de los trabajos de restauración. Finalmente, la restauración se llevó a cabo siguiendo el método húmedo, y se terminó el 22 de abril de 2004 bajo la dirección de Cinzia Parnigoni. El David quedó a la vista de los visitantes de la Galería de la Academia, aunque lo mostraron de nuevo al público definitivamente el 24 de mayo de 2004.

## Réplicas
El David fue replicado numerosas veces en yeso, mármol, fibra de vidrio, nieve y otros materiales. Existen muchas réplicas a tamaño real de la estatua en todo el mundo, siendo la más destacada la ubicada en la plaza de la Señoría en Florencia, colocada allí en 1910. Dicha copia se expone en consecuencia del traslado de la escultura original en 1873 a la Galería de la Academia, donde se expone.También se han realizado réplicas para estudios académicos y con fines comerciales o artísticos. 

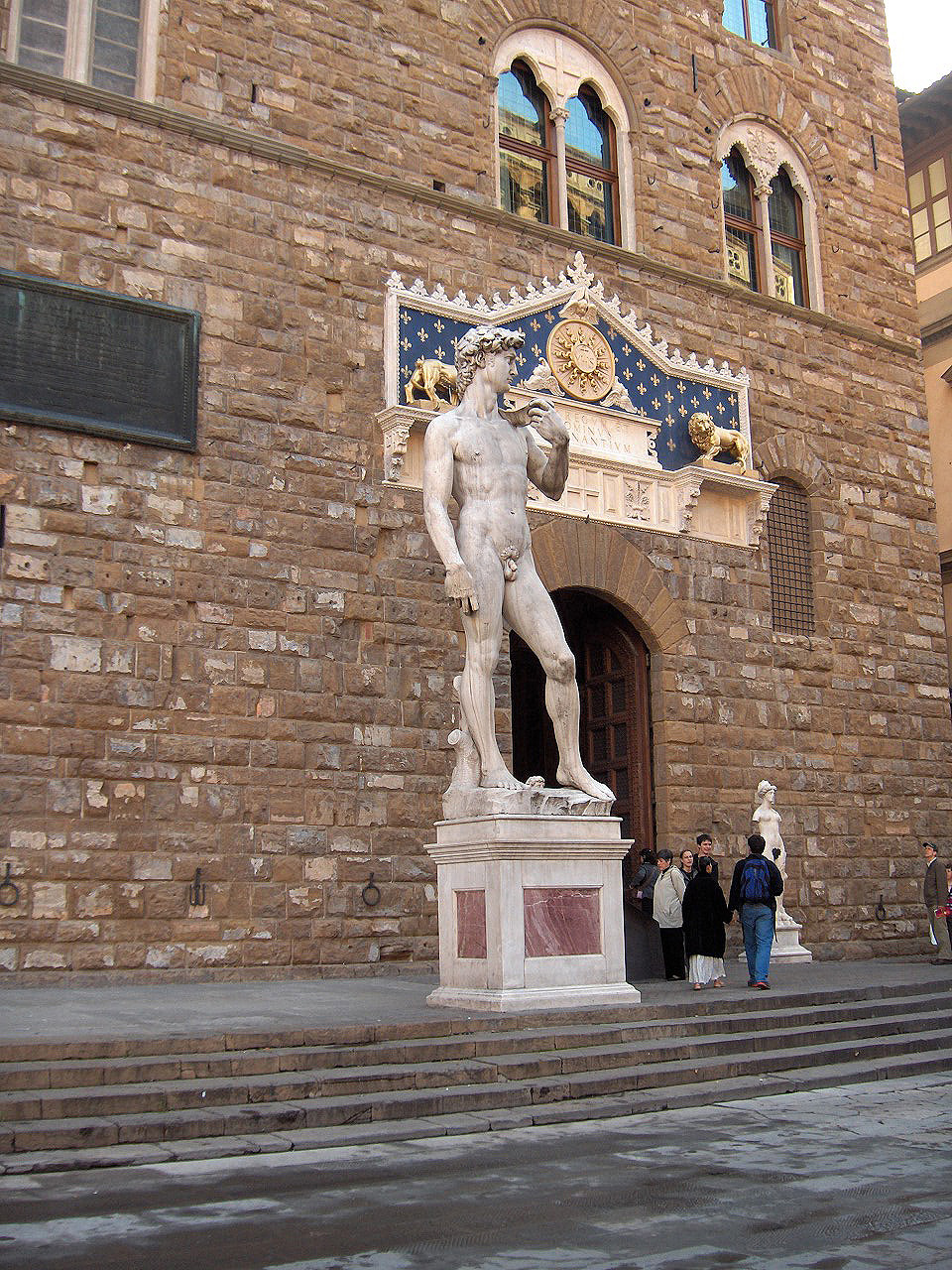
Réplica del David colocada en la Piazza della Signoria, antiguo emplazamiento de la original, en 1910
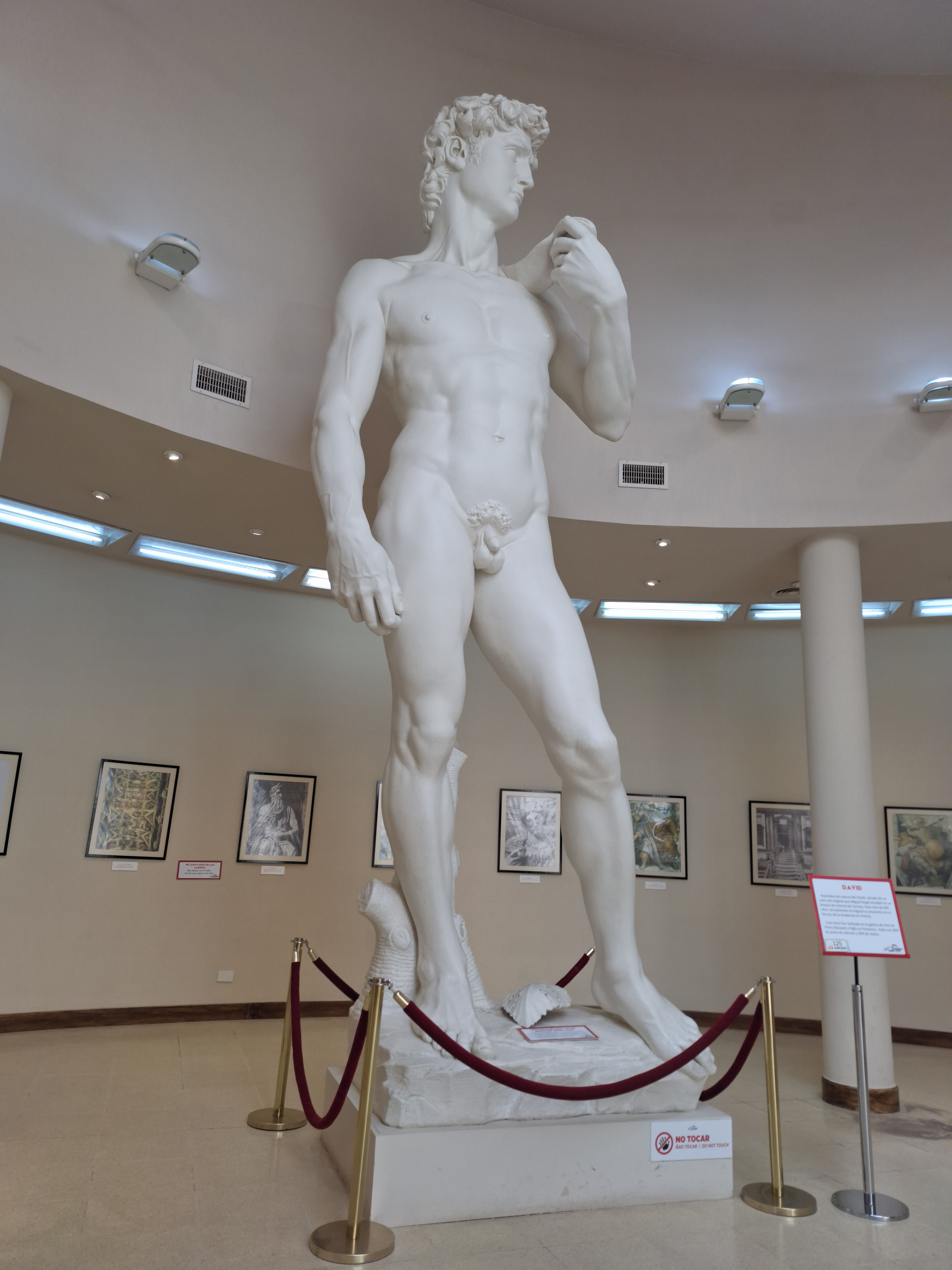
Réplica en mármol en la galería de arte del Cerro Otto, Bariloche